# Красунчик (печіночник)
Красунчик (Ptilidium) — рід печіночника, єдиний рід родини Ptilidiaceae. Згідно з Catalogue of Life рід містить 4 види: Ptilidium californicum (Austin) Underw. & O.F. Cook, Ptilidium ciliare (L.) Hampe, Ptilidium himalayanum Vilnet, Bakalin & Hentschel, Ptilidium pulcherrimum (Weber) Vain..

## Розповсюдження
Рід Ptilidium має бореальне поширення і зустрічається у великій кількості в хвойних лісах Європи, Азії та Північної Америки, а також у Новій Зеландії і Вогняній Землі. Рослини часто ростуть на корі дерев у північній півкулі, але можуть зустрічатися в скелях у гірських районах Нової Зеландії. На більш помірних кінцях ареалу рослини обмежуються високими висотами.

## Опис
Назва роду походить від грецького слова ptilidion, що означає «маленьке пір'їно», у зв'язку з численними глибоко розділеними листками з бахромою по краях, які надають рослині «пір'ястий» вигляд. На відміну від інших листяних печіночників, нижнє листя не є значно меншим за бічні листки. Зовнішній вигляд країв листя з «волокном» разом із характерним жовтувато-коричневим або червонувато-коричневим кольором полегшують розпізнавання роду.
Рослини ростуть у щільних килимах, стебла ростуть або лежачими, або піднімаються. Окремі стебла один або два рази перисті, рідко з розгалуженнями і лише кількома короткими ризоїдами. Листки глибоко розділені на три-п'ять частин, краї листкових відділів обрамлені віями. Нижні листки схожі на бічні, але трохи менші. Усі види дводомні, утворюють антеридії та архегонії на окремих рослинах. Архегонії є кінцевими на головному стеблі. Зрілі спорофіти розвиваються з великої оцвітини з трьома дистальними складками.